# Вэнь Тинъюнь
Вэнь Тинъю́нь (кит. 溫庭筠, пиньинь Wēn Tíngyún; 812—870) — китайский поэт времен империи Тан. Детское имя (кит. трад. 飛卿, упр. 飞卿, пиньинь Fēiqīng). Четыре стихотворения вошли в антологию Триста танских поэм.

## Биография
Родился в 912 году. Происходил из аристократической семьи. Не сделал значительной бюрократической карьеры и умер в нищете. Какое-то время был компаньоном поэтессы Юй Сюаньчжи.

## Творчество
Поэзию Вэня часто сравнивают с произведениями его современника Ли Шанъиня. Больше всего известен произведениями в стили цы, но писал также баллады в семь иероглифов. Большинство его прозаических произведений (энциклопедия, о чае и т.д.) утеряны.

Утро в горах Шаншань
С рассветом снова в путь. Качнулся бубенец, 

И сердце замерло. Как отчий край далек!

Крик петуха. Свет призрачный луны.

Заиндевелый мост, следы от чьих-то ног.

Слетает с дуба на тропинку лист,

Цвет померанца белый над стеной,

И мне невольно грезится Дулин,

Где перелетных птиц в прудах полным-полно.

Оригинальный текст (кит.)商山早行
晨起动征铎，客行悲故乡。

鸡声茅店月，人迹板桥霜。

槲叶落山路，枳花明驿墙。

因思杜陵梦，凫雁满回塘。
— Перевод М. Басманова